# Constanze Geiger

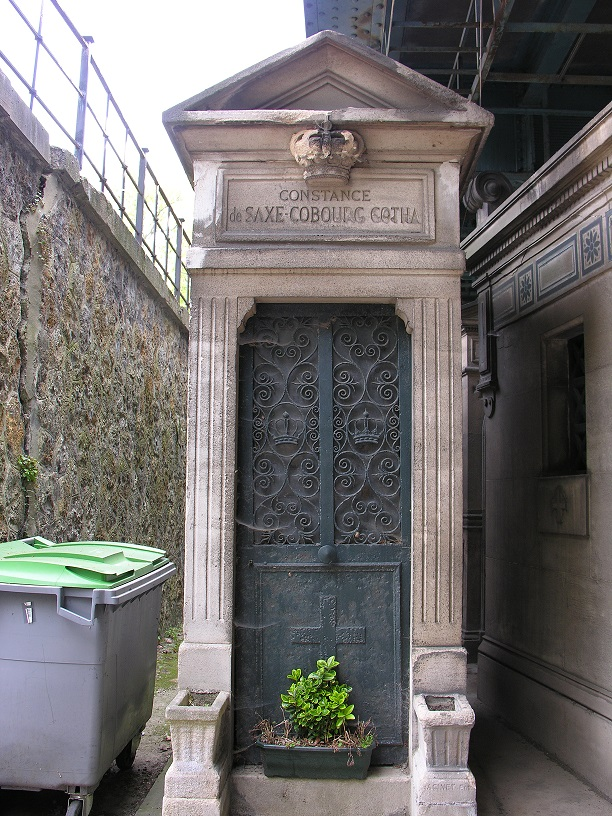
Vue de la sépulture.

Constanze Therese Adelaide Geiger, Freifrau von Ruttenstein (Vienne, 16 octobre 1835 – Dieppe, 24 août 1890) est une pianiste, comédienne, compositrice et chanteuse (soprano) autrichienne.

## Biographie
Constanze Geiger est la fille du compositeur Joseph Geiger et de la modiste de la cour, Theresia Geiger (née Ržiha, 1804–1865). Elle hérite du talent musical de son père, déjà perceptible à un stade précoce. Elle reçoit ensuite des leçons de piano de Václav Jan Tomášek et Simon Sechter, et se produit au concert, à l'âge de six ans. À treize ans, elle monte sur scène (1848). Elle n'accepte jamais d'engagement ferme, mais seulement des invitations plus ou moins longues.
Le 23 avril 1862, elle épouse le Prince Léopold de Saxe-Cobourg et Gotha et accède aux rangs de la noblesse avec ce mariage morganatique. Mariée, elle se retire de la scène entièrement et vit, avec sa famille, au Château de Radmeric. Ses compositions de musique de chambre et de musique d'église, cependant, sont encore jouées. Après la mort de son mari, elle s'installe à Paris.
Constanze Geiger est enterrée au cimetière de Montmartre (33e division).